# Ivana Andrés
Pour les articles homonymes, voir Andrés.
Ivana Andrés Sanz, née le 13 juillet 1994 à Aielo de Malferit, est une footballeuse internationale espagnole évoluant au poste de défenseur à l'Inter Milan et avec l'équipe d'Espagne.

## Biographie

### En club
Après avoir débuté avec l'équipe locale, l'Aielo CF, elle rejoint le centre de formation du DSV Colegio Alemán lors de la campagne 2007-2008. Elle rejoint ensuite l’équipe première du Valencia CF lors de la saison 2009-2010.
Après plusieurs années passées dans cette équipe, en étant même capitaine du club lors des dernières saisons, elle effectue un transfert surprise auprès du club rival de la ville, le Levante UD.

### Internationale
Ivana Andrés est internationale espagnole depuis 2015.
Avec les moins de 17 ans, elle remporte les championnats d'Europe des moins de 17 ans en 2010 puis à nouveau en 2011. Elle remporte également une médaille de bronze lors de la Coupe du monde des moins de 17 ans 2010.
Elle fait partie de la sélection espagnole lors de la Coupe du monde 2015 organisée au Canada.

## Palmarès

### En équipe nationale
- Vainqueur du championnat d'Europe féminin des moins de 17 ans en 2010 et  2011 avec l'équipe d'Espagne des moins de 17 ans
- Troisième de la Coupe du monde des moins de 17 ans en 2010 avec l'équipe d'Espagne des moins de 17 ans
- Vainqueur de l'Algarve Cup en 2017 avec l'équipe d'Espagne
- Vainqueur de la Coupe du monde en 2023 avec l'équipe d'Espagne.